# Slănic-Moldova
Slănic-Moldova, abans Băile Slănic, és una ciutat i un balneari del comtat de Bacău (Romania). La ciutat administra dos pobles, Cerdac i Cireșoaia.

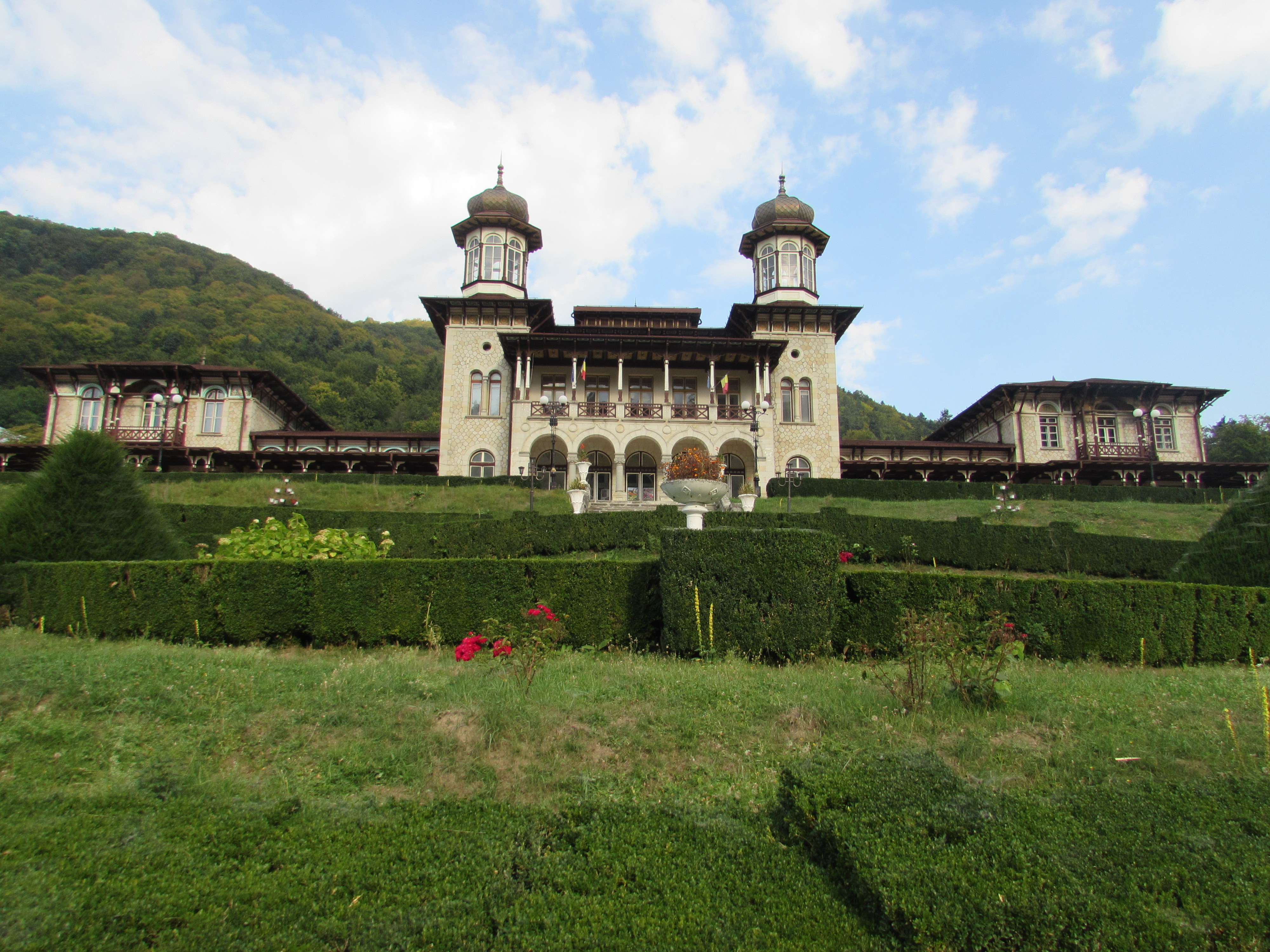
El casino